# Lisa Vicari
Lisa Vicari (ur. 11 lutego 1997 w Monachium) – niemiecka aktorka, która wystąpiła w roli Marthy Nielsen w serialu Dark oraz jako Isi w filmie Isi i Osi.

## Filmografia
| Rok  | Tytuł          | Rola   |
| ---- | -------------- | ------ |
| 2010 | Hanni & Nanni  | Suse   |
| 2011 | Hell           | Leonie |
| 2014 | Playing Doctor | Lilli  |
| 2017 | Zemsta Luny    | Luna   |
| 2020 | Isi & Ossi     | Isi    |

| Rok       | Tytuł          | Rola             | Uwagi          |
| --------- | -------------- | ---------------- | -------------- |
| 2013      | Unter Verdacht | Nadine Schmolzer | 1 odcinek      |
| 2014      | Die Chefin     | Vanessa Willski  | 1 odc.         |
| 2016      | SOKO München   | Jenny Saiber     | 1 odc.         |
| 2017      | Tatort         | Jasna Nemec      | 1 odc.         |
| 2017–2020 | Dark           | Martha Nielsen   | w gł. obsadzie |
| 2022–2023 | Django         | Sarah            | w gł. obsadzie |